# Piet Veenhouwer
Piet Veenhouwer (ca. 1940) is een Nederlands voormalig politicus van de VVD.
Hij was ambtenaar bij de gemeentesecretarie van Hoorn voor hij in december 1979 benoemd werd tot burgemeester van de Noord-Hollandse gemeente Sint Maarten. Omdat hij vond dat zijn samenwerking met de gemeenteraadsleden, waaronder de wethouders, niet goed ging besloot hij aan het einde van zijn 6-jarige termijn ontslag aan te vragen. Bert Stam, de burgemeester van Schagen, nam als waarnemend burgemeester zijn functie erbij totdat Sint Maarten op 1 januari 1990 opging in de gemeente Harenkarspel.